# Boschi secchi mediterranei di Acacia-Argania e macchie di succulente
I boschi secchi mediterranei di Acacia-Argania e macchie di succulente sono un'ecoregione dell'ecozona paleartica, definita dal WWF (codice ecoregione: PA1212), che si estende attraverso il sud-ovest del Marocco, l'estremità settentrionale della costa del Sahara Occidentale, l'ovest dell'Algeria e le isole di Lanzarote e Fuerteventura.
La regione fa parte della ecoregione globale 123 Formazioni forestali mediterranee, inclusa nella lista Global 200.

## Territorio
Questa ecoregione ricade quasi completamente entro i confini del Marocco, ma si estende fin dentro l'angolo nord-occidentale del Sahara Occidentale. Comprende inoltre le due isole più orientali dell'arcipelago delle Canarie, Fuerteventura e Lanzarote, nonché numerosi isolotti ad esse associati (ad esempio La Graciosa). L'ecoregione penetra anche nel Sahara settentrionale algerino, nella regione di Tindouf, in prossimità del confine marocchino. Sul continente, l'ecoregione occupa la pianura costiera atlantica, le pianure delle regioni di Marrakech-Safi e Béni Mellal-Khénifra, le valli dei fiumi Souss e Draa, e l'estremità occidentale dei monti dell'Alto Atlante e dell'Anti Atlante.
Rispetto al resto delle Canarie, le due isole orientali dell'arcipelago sono molto meno elevate e più antiche, con un'età stimata tra i 16 e i 20 milioni di anni. Le Canarie sono di origine vulcanica, ma nessuna di queste due isole è ancora attiva. Il paesaggio è meno impervio di quello delle altre isole e il punto più elevato raggiunge appena gli 807 m. Anche sul continente l'ecoregione è relativamente pianeggiante e situata al di sotto degli 800 m; l'altitudine aumenta procedendo verso i monti dell'Atlante, che ad est segnano il confine tra questa ecoregione e quella dei boschi e foreste mediterranei. Sul continente il substrato è piuttosto vario e comprende depositi calcarei e sabbiosi di origine cretacea e cenozoica. I suoli sono relativamente poveri.
L'ecoregione ha un clima subtropicale, con inverni miti ed estati relativamente fresche grazie all'influenza mitigatrice del mare (specialmente sulle Canarie). Generalmente la regione riceve in media tra i 100 e i 500 mm di pioggia all'anno, con valori che possono scendere a meno di 100 mm nel settore algerino dell'ecoregione, dove non è raro che cadano appena 50 mm di pioggia all'anno. Le temperature medie sono costanti, tra i 18 e i 20 °C. Questa stabilità è dovuta alla vicinanza dell'ecoregione all'oceano Atlantico. Nell'entroterra, tuttavia, in prossimità del deserto del Sahara, il termometro può raggiungere i 50 °C.

## Flora
Il tipo di vegetazione prevalente di questa ecoregione sono le foreste di Argania spinosa e le boscaglie di succulente dominate da specie del genere Euphorbia. Le boscaglie di Argania spinosa, endemica dell'ecoregione, ricoprono un'area di circa 6500 km² nel sud-ovest del Marocco. In totale, l'area ricoperta da Argania è stata valutata in 21.280 km².
Tra le principali specie che si associano ad Argania vi sono Periploca laevigata, Kleinia anteuphorbium, Launaea arborescens, Warionia saharae, Acacia gummifera, Searsia tripartita, Withania frutescens, Euphorbia officinarum, Cytisus albidus, Ephedra altissima e Tetraclinis articulata. I confini dell'ecoregione corrispondono con quelli delle foreste di Argania. Acacia gummifera cresce in cespugli che si associano generalmente agli alberi di argan. Altre acacie come Acacia tortilis e Acacia ehrenbergiana sono le specie prevalenti nella parte interna dell'ecoregione e sono ampiamente distribuite in tutto il deserto del Sahara. Balanites aegyptiaca e Maerua crassifolia crescono comunemente tra le boscaglie di Acacia e Argania nella parte orientale dell'ecoregione.
Procedendo verso l'interno, le foreste di argan lasciano il posto a boschetti succulenti di Euphorbia. Nell'angolo nord-occidentale del Marocco crescono tre specie succulente e due specie arboree di Euphorbia, e tutte, fatta eccezione per Euphorbia resinifera, sono più sviluppate in prossimità del mare, dove le nebbie sono frequenti e le temperature estive più miti. In Algeria, le boscaglie di Argania si sviluppano esclusivamente nei letti dei fiumi temporanei. In tali aree ad Argania si associano Launaea arborescens, Kleinia anteuphorbium, Waronia saharae, Euphorbia balsamifera e Acacia gummifera.
Sulle isole Canarie la flora è più diversificata e comprende un maggior numero di specie endemiche rispetto alla parte continentale dell'ecoregione. Complessivamente, l'arcipelago ospita circa 500 specie endemiche di piante e 20 generi endemici. Entro i confini di questa ecoregione, i terreni ricoperti di lava del parco nazionale di Timanfaya ospitano 3 specie di piante endemiche di Lanzarote: Echium pitardii, Asteriscus intermedius e Polycarpaea robusta. Sulle dune costiere di Lanzarote e Fuerteventura si trovano sia endemismi locali, come Androcymbium psammophilum, che specie proprie del Nordafrica, come Limonium tuberculatum e Traganum moquinii. Recentemente, una nuova popolazione di Dracaena draco, specie precedentemente ritenuta endemica delle Canarie, è stata scoperta sul continente africano. Si tratta di esemplari relitti che crescono esclusivamente in un'area molto piccola nota come «canyon del fiume Massa» (nel settore occidentale dell'Anti Atlante, in Marocco), proprio nel centro di questa ecoregione. Nonostante l'area molto limitata, sono state censite varie migliaia di esemplari di questa pianta, che costituiscono la popolazione più numerosa rimasta di questa specie.

## Fauna

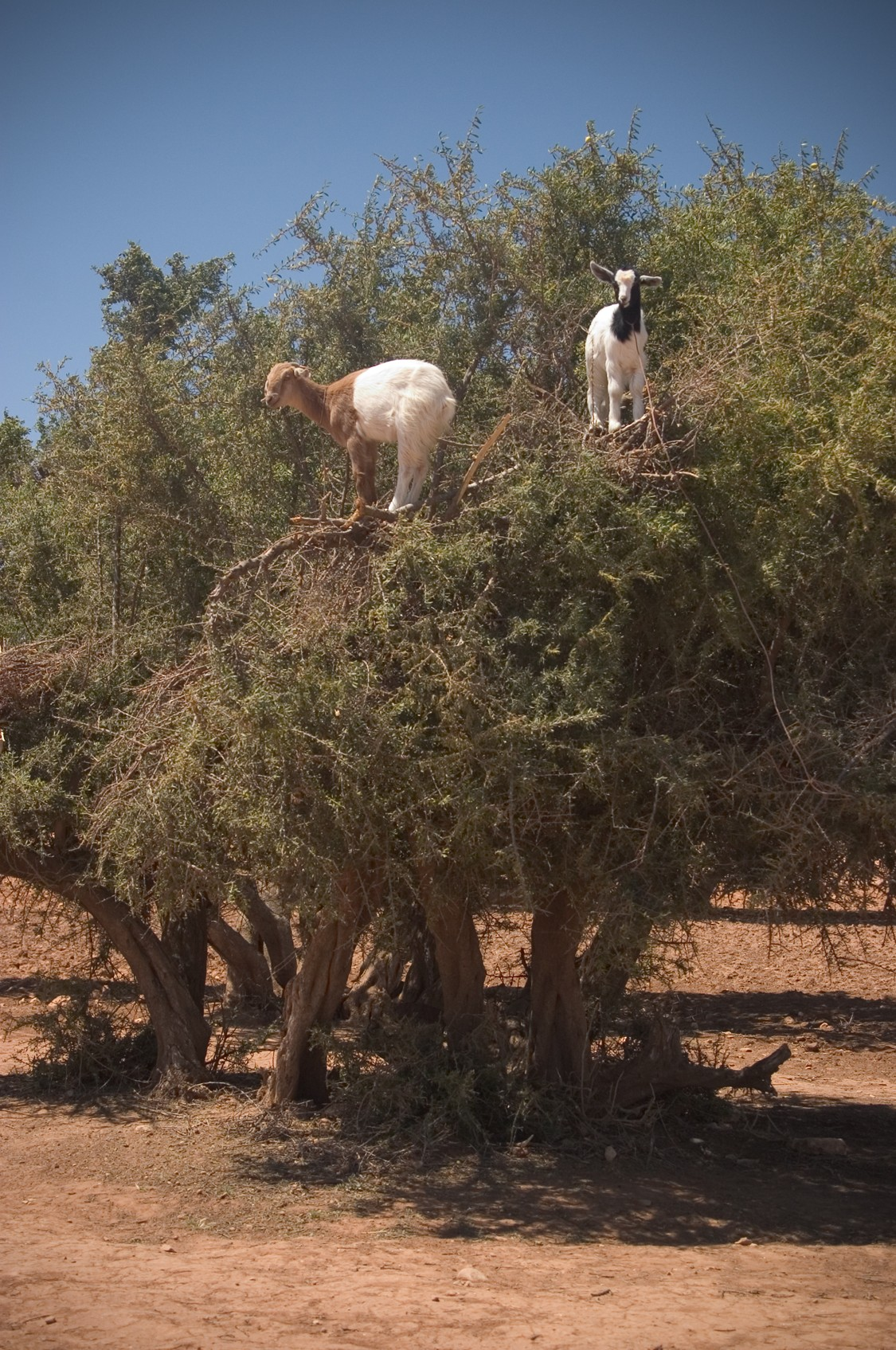
Capre su un albero di argan.

Sul continente la fauna comprende un misto di specie di origine paleartica e afrotropicale, nonché alcune forme endemiche. Tra i mammiferi qui presenti ricordiamo il tasso del miele (Mellivora capensis), la mangusta egiziana (Herpestes ichneumon), lo scoiattolo berbero (Atlantoxerus getulus), il macroscelide nordafricano (Elephantulus rozeti), il gerbillo di Hoogstraal (Gerbillus hoogstraali), il topo striato berbero (Lemniscomys barbarus) e il cinghiale (Sus scrofa). Il caracal (Caracal caracal) e il gatto selvatico (Felis silvestris) sono piuttosto rari, così come la gazzella dorcade (Gazella dorcas), la gazzella di Cuvier (Gazella cuvieri) e la capra berbera (Ammotragus lervia), minacciate dai bracconieri. La lontra (Lutra lutra) è stata avvistata, ma è estremamente rara. Nell'ecoregione è situata una Important Bird and Biodiversity Area, il parco nazionale di Souss-Massa, che ospita un'importante colonia riproduttiva di una specie di uccello quasi endemica, l'ibis eremita (Geronticus eremita), presente in questa ecoregione e in una o due altre parti del bacino del Mediterraneo e del Medio Oriente. Ad Essaouira è stata segnalata la presenza di specie subtropicali come il serpente mangiatore di uova africano (Dasypeltis scabra), lo scoiattolo terrestre del Senegal (Xerus erythropus) e l'astore cantante scuro (Melierax metabates). Tra le farfalle di quest'area sono numerose le specie paleo-endemiche, forme relitte dell'era cenozoica. Tra le specie minacciate di lepidotteri ricordiamo Zerynthia rumina, Tarucus rosacea, Colotis evagore e Gegenes nostrodamus.
La crocidura delle Canarie (Crocidura canariensis) è l'unico mammifero endemico della porzione insulare di questa ecoregione. Endemiche di Lanzarote e Fuerteventura, nonché degli isolotti più piccoli ad esse associati, sono anche la tarantola delle Canarie orientali (Tarentola angustimentalis) e la lucertola atlantica (Gallotia atlantica), con le sue due sottospecie G. a. atlantica e G. a. mahoratae. Nel settore insulare dell'ecoregione si trovano inoltre numerose specie o sottospecie endemiche di uccelli. Tra esse ricordiamo il saltimpalo delle Canarie (Saxicola dacotiae) e varie sottospecie endemiche di gheppio comune (Falco tinnunculus dacotiae), ubara africana (Chlamydotis undulata fuertaventurae), barbagianni (Tyto alba gracilirostris) e occhione (Burhinus oedicnemus insularum). Sono presenti anche un certo numero di specie e sottospecie che questa ecoregione condivide con quella delle foreste e boschi secchi delle isole Canarie. Tra esse vi sono il rondone unicolore (Apus unicolor), la pispola di Berthelot (Anthus berthelotii) e varie sottospecie di poiana (Buteo buteo insularum), sterpazzola della Sardegna (Sylvia conspicillata orbitalis), averla meridionale (Lanius meridionalis koenigi), calandrina (Alaudala rufescens polatzeki) e fanello (Linaria cannabina harterti). Gli invertebrati delle isole non sono ancora stati studiati a fondo e rimangono per la maggior parte sconosciuti. Un rappresentante della famiglia dei Pieridi, Euchloe hesperidum, presente a Fuerteventura, è l'unica farfalla endemica della porzione insulare di questa ecoregione.

## Popolazione
La densità di popolazione nell'ecoregione dei boschi secchi mediterranei di Acacia-Argania e macchie di succulente varia considerevolmente tra il settore continentale e quello insulare. In Marocco, specialmente nella regione del Souss e nelle pianure costiere atlantiche, le popolazioni rurali sono da secoli legate allo sfruttamento delle risorse offerte dalle boscaglie di argan, dalla pastorizia e, nelle zone più fertili e irrigate, da una modesta agricoltura tradizionale (coltivazione di cereali, ortaggi, legumi e frutta). Nelle aree interne più aride, la popolazione è molto più dispersa e tende a vivere in piccoli villaggi o insediamenti pastorali stagionali. Le comunità locali comprendono in prevalenza berberi (amazigh), ma anche arabi e, nelle aree urbane, minoranze subsahariane e altre componenti etniche.
La raccolta e la trasformazione dei prodotti dell'argan, in particolare l'olio, rappresentano un'importante fonte di reddito, soprattutto per le donne, organizzate in cooperative che costituiscono un modello riconosciuto di imprenditoria rurale e sviluppo sostenibile. Le boscaglie di argan forniscono anche pascolo, miele, legna da ardere e materiali da costruzione. Tuttavia, la pressione demografica, l'aumento delle attività agricole, l'urbanizzazione e il cambiamento delle pratiche tradizionali hanno comportato la progressiva frammentazione e degradazione dell'habitat, accentuando l'erosione e la perdita di suolo.
Sulle isole Canarie orientali, la densità abitativa è relativamente bassa, soprattutto a Lanzarote e Fuerteventura, dove l'aridità e la scarsità di risorse idriche hanno storicamente limitato l'insediamento umano stabile. La popolazione si concentra nelle principali città costiere e nei centri turistici, mentre le zone interne rimangono scarsamente abitate. L'economia tradizionale era basata sulla pastorizia, sull'agricoltura di sussistenza e sulla raccolta di prodotti spontanei, ma negli ultimi decenni il turismo ha assunto un ruolo preponderante, determinando profondi cambiamenti sociali, economici e ambientali. L'abbandono delle pratiche agricole tradizionali e il calo della popolazione rurale hanno favorito da un lato la rinaturalizzazione di alcune aree, dall'altro la diffusione di specie invasive e il degrado di habitat originari in conseguenza del sovrapascolo.
Nell'insieme, le comunità umane dell'ecoregione hanno sviluppato nei secoli saperi specifici legati alla gestione sostenibile delle risorse, alla costruzione di sistemi di raccolta dell'acqua (come le khettara marocchine o i pozzi e cisterne nelle Canarie), all'allevamento in ambienti aridi e alla trasformazione artigianale di prodotti locali. Tuttavia, le condizioni di vita sono spesso difficili, soprattutto nelle aree più marginali, a causa della carenza d'acqua, della povertà dei suoli e della vulnerabilità ai cambiamenti climatici.

## Conservazione
L'aspetto delle isole Canarie è mutato notevolmente dopo la colonizzazione da parte degli europei nel XV secolo. I vari habitat, inoltre, erano già frammentati a causa della loro originaria distribuzione sulle diverse isole dell'arcipelago. Su ognuna di queste isole, la coprtura vegetale originaria è più o meno frammentata a seconda delle condizioni climatiche e della storia dell'occupazione umana. L'ambiente naturale originario delle isole di questa ecoregione (Fuerteventura e Lanzarote) e degli isolotti più piccoli, come La Graciosa, si è conservato molto meglio che sulle isole occidentali dell'arcipelago, grazie al minor numero di abitanti e al clima molto più arido, generalmente sfavorevole all'agricoltura. Sfortunatamente, esse sono state pesantemente colpite dal sovrapascolo. Ciononostante, gli ultimi decenni hanno visto un aumento dei programmi di conservazione e protezione dell'ambiente, stimolati dal gran numero di turisti che ogni anno visitano queste isole. Nonostante il turismo abbia portato al sovrasfruttamento e al degrado di alcune aree, la rete di aree protette è riuscita più o meno a stabilizzare la situazione ambientale sulla maggior parte delle isole.
In Marocco, gli alberi di argan costituiscono circa il 7% della copertura forestale del paese e svolgono inoltre un importante ruolo ecologico e socioeconomico. Le boscaglie di argan offrono un gran numero di prodotti, come olio, pascolo, miele, carbonella e legname da costruzione. Il loro sfruttamento assicura la sopravvivenza di due milioni di abitanti. Gli argan producono inoltre ombra e sono molto importanti per la conservazione del suolo. Nella regione di Essaouira ogni anno vengono prodotte tra le 1000 e le 2000 tonnellate di olio di argan. Malgrado la loro importanza, nel periodo compreso tra il 1918 e il 1924 andarono distrutti ogni anno 20 km² di questa boscaglia a favore dell'espansione urbana e di altre attività umane. A partire dal 1925, la specie è protetta dalla legge, che ne regola il diritto all'uso da parte dei locali. Tuttavia, le boscaglie di argan sono ancora minacciate dal continuo degrado dovuto all'abbandono dei metodi di gestione tradizionali e dal sovrasfruttamento. Lo spostamento di numerose greggi di animali nelle boscaglie di argan non fa altro che peggiorare una situazione già delicata, ed è stato stimato che ogni anno vada persa una superficie di boscaglia pari a 6 km². Durante gli ultimi venti anni, inoltre, il suolo sotto agli alberi di argan ha visto un incremento delle attività agricole, specialmente nella regione di Souss-Massa.
Se paragonata alla distruzione dell'habitat riscontrata sulle isole Canarie, la perdita di habitat sul continente appare molto meno grave, in quanto qui il numero di abitanti è inferiore e le aree rimaste sono più estese. Tuttavia, attualmente le aree meglio conservate sono quelle situate all'interno di parchi nazionali e altre aree protette. Il più importante tra questi è il parco nazionale di Souss-Massa, che comprende nei suoi confini anche la riserva biologica di Oued Massa. Attualmente, ricopre una superficie di 33.800 ettari, rigorosamente protetti. Sito Ramsar e riserva della biosfera dell'UNESCO è il parco nazionale di Khenifiss, che protegge importanti zone umide. Data l'importanza di questa ecoregione per lo sviluppo socio-economico del Marocco, la boscaglia di argan è stata dichiarata riserva dell'uomo e della biosfera dall'UNESCO sotto richiesta del governo del Marocco: la riserva della biosfera dell'arganeto è stata istituita nel 1998 ed è la prima di questo genere nel paese. Essa comprende, oltre alle boscaglie di argan, anche le aree urbane e agricole limitrofe. Al suo interno sorgono due cooperative, una di pescatori e un'altra, esclusivamente a personale femminile, dedicata alla produzione di olio di argan. Sulle isole Canarie, rientrano in questa ecoregione il parco nazionale di Timanfaya e numerose altre aree protette più piccole.